# South Haven, Kansas
South Haven là một thành phố thuộc quận Sumner, tiểu bang Kansas, Hoa Kỳ. Năm 2010, dân số của xã này là 363 người.

## Dân số
Dân số các năm:
- Năm 2000: 390 người
- Năm 2010: 363 người